# علي العسكري (سياسي)
علي العسكري ولد في سنة 1955م في ولاية بومرداس وهو سياسي جزائري ينتمي إلى حزب جبهة القوى الاشتراكية.

## حياته
وُلد علي العسكري في سنة 1955م في بلدية شعبة العامر بولاية بومرداس. وهو متحصل على شهادة دراسات عليا في علوم التسيير والإدارة. ويشغل علي العسكري منصب إداري مستشار في جامعة أمحمد بوقرة ببومرداس.

### الحياة السياسي
انخرط علي العسكري في جبهة القوى الاشتراكية خلال شهر جانفي 1990م. وتم انتخابه خلال مساره النضالي كرئيس للمجلس الشعبي لبلدية بومرداس خلال الانتخابات المحلية في 12 جوان 1990 ثم كعضو في المجلس الوطني للحزب خلال مؤتمره الأول في سنة 1991م. وبعد سنتين من ذلك، في سنة 1993م، تم انتخابه كمنسق لجبهة القوى الاشتراكية في ولاية بومرداس، حينما كان يشغل أيضا منصب مكلف بالتنظيم في الحزب. وفي سنة 1997م، تم تعيينه كأمين وطني مكلف بعالم الشغل، حيث استمر في هذه المسؤولية إلى غاية سنة 1998م.
خلال الانتخابات الرئاسية الجزائرية ليوم 15 أفريل 1999م، شغل علي العسكري منصب مدير الحملة الانتخابية لمرشح الحزب حسين آيت أحمد في ولاية بومرداس. وخلال المؤتمر الوطني الثالث للحزب في سنة 2000م، تم انتخاب علي العسكري كرئيس للجنة التنظيم. كما أنه شغل مسؤولية الأمين الفدرالي الأول للحزب في ولاية بومرداس.
وفي سنة 2002م، قاد علي العسكري قائمة الحزب للمجلس الشعبي الولائي في بومرداس خلال الانتخابات المحلية. وقد تم تعيينه في سنة 2003م كأمين وطني مكلف بالتضامن قبل أن يتم تعيينه كأمين وطني أول للحزب في سنة 2004م إلى غاية شهر أفريل 2007م. تم تعيينه كأمين وطني أول للحزب من سنة 2011م إلى غاية 2013م.
أثناء الانتخابات التشريعية الجزائرية 2012، تم انتخاب علي العسكري كنائب عن جبهة القوى الاشتراكية في المجلس الشعبي الوطني الجزائري عن ولاية بومرداس. ثم تم تكليف علي العسكري برئاسة لجنة الإستراتيجية السياسية في المجلس الوطني للحزب، إضافة إلى كونه عضوا في هيئة الأخلاقيات إلى غاية سنة 2013م.

### الهيئة الرئاسية لجبهة القوى الاشتراكية
علي العسكري هو عضو في الهيئة الرئاسية لجبهة القوى الاشتراكية منذ انعقاد مؤتمرها الخامس في سنة 2013.
فلقد كانت جبهة القوى الاشتراكية انتخبت يوم 25 ماي 2013م، خلال اليوم الثالث والأخير من أشغال مؤتمرها الخامس، قيادتها الجديدة المكونة من الهيئة الرئاسية التي أعضاؤها الخمسة هم: محند أمقران شريفي، علي العسكري، رشيد حالت، عزيز بلول، وسعيدة إيشالامان.
وقد انتخب 1044 مؤتمرا بغالبية كبيرة، عبر رفع الأيدي، القائمة الوحيدة المقدمة من أجل تكوين الهيئة الرئاسية التي تضم الأسماء المذكورة، والتي من بينها علي العسكري.

### مواضيع ذات صلة
- جبهة القوى الاشتراكية
- قائمة أعلام الجزائريين
- حسين آيت أحمد
- علي مسيلي
- لخضر بورقعة
- مصطفى بوشاشي
- محند أمقران شريفي
- رشيد حالت
- عزيز بلول
- سعيدة إيشالامان
- نورة محيوت
- حياة مزياني
- أحمد جداعي
- محمد نبو
- كريم طابو
- جامعة أمحمد بوقرة ببومرداس

### فيديوهات
- مائدة مستديرة لجبهة القوى الاشتراكية حول التنمية المحلية على يوتيوب.